# 船橋市立馬込霊園

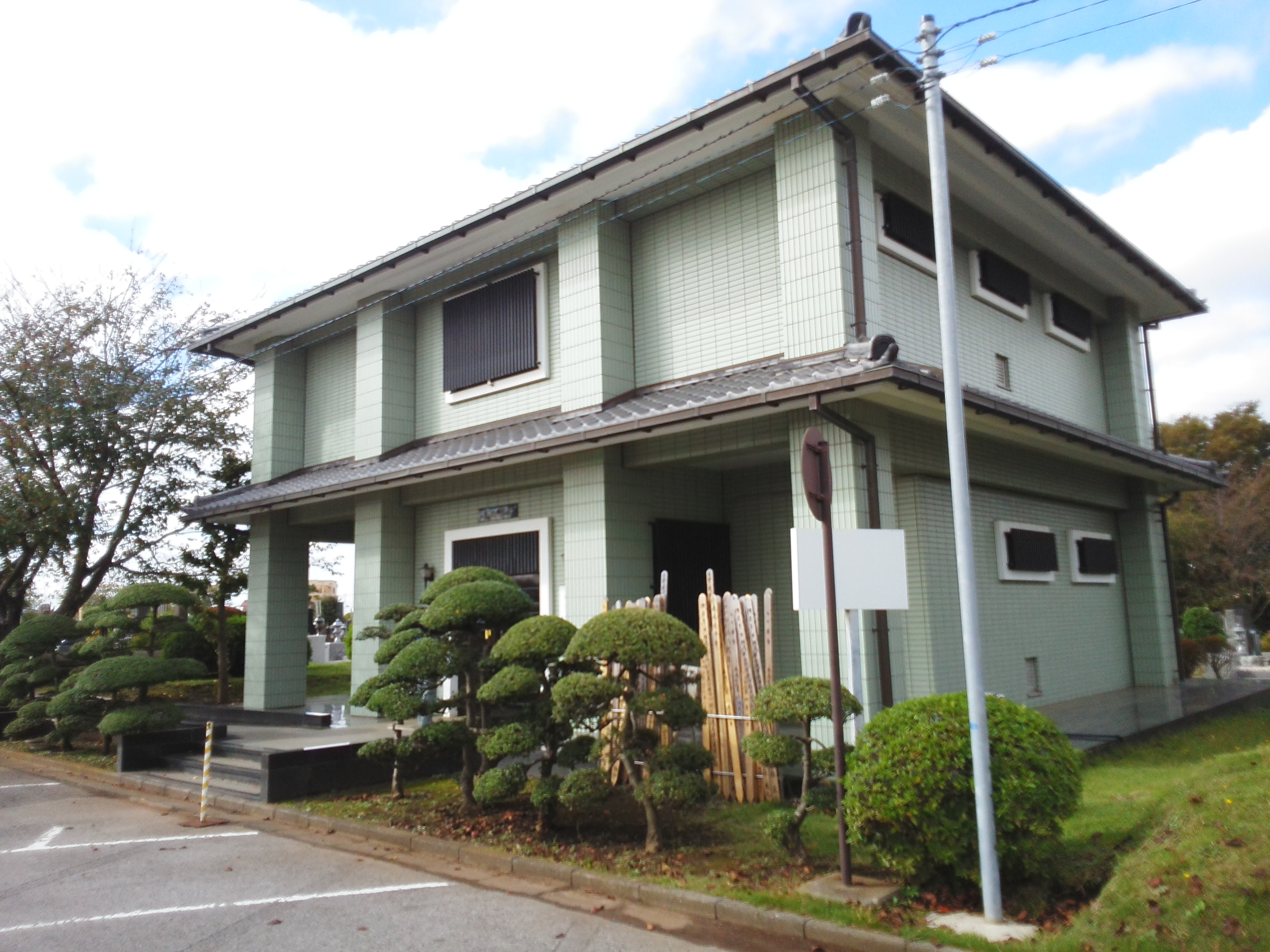
馬込霊堂、2014年10月

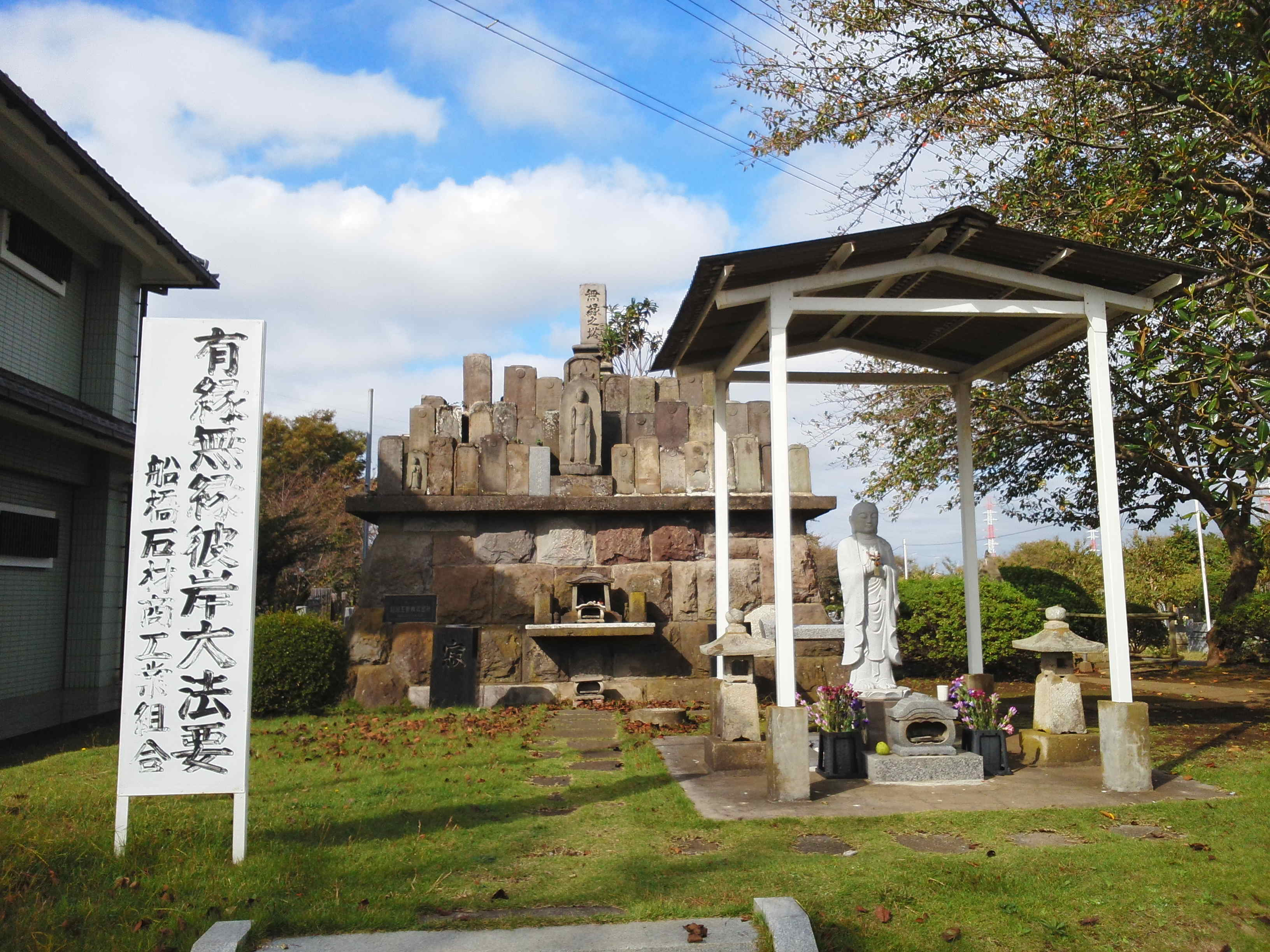
馬込霊園無縁之塔、2014年10月

船橋市立馬込霊園（ふなばししりつまごめれいえん）は千葉県船橋市にある市営墓地。

## 概要
馬込霊園は、1951年（昭和26年）に「船橋市霊園」として開設され、市勢の伸展に伴い、順次拡張を実施されてきた。船橋市には、同園と習志野霊園の2つの市営霊園がある。同園には、関東大震災の混乱によって犠牲になった朝鮮人被害者を追悼するための関東大震災犠牲同胞慰霊碑が建立されている。
犬の散歩をしている人が多い。

## 沿革
- 1951年4月 船橋市立馬込霊園として開園

## 連絡先
- 船橋市環境部環境衛生課

〒273-8501 千葉県船橋市湊町2-10-25